# Geshe Yeshe Tobden
Geshe Yeshe Tobden (tibétain : དགེ་བཤེས་ཡེ་ཤེས་སྟོབས་ལྡན, Wylie : dge bshes ye shes stobs ldan, 1926, Tibet - 31 juillet 1999, Inde) est un moine gelugpa, prisonnier politique, guéshé, enseignant et ermite tibétain. 

## Biographie
Geshe Yeshe Tobden est né en 1926 dans une famille d'agriculteurs à Ngadra, un village au sud de Lhassa. À douze ans, il devient moine au monastère de Séra Mé. Après le soulèvement tibétain de  1959, il est arrêté et emprisonné. Il s'évade après deux tentatives et atteint la frontière entre l'Inde et le Tibet après deux ans de marche. Il rejoint le camp de réfugiés en exil de Buxa en Inde, où il reprend ses études et obtient le diplôme de Guéshé Larampa, à l'âge de 37 ans. Il enseigne ensuite à l'université de Varanasi. À 44 ans, avec l'accord du dalaï-lama, il devint ermite à McLeod Ganj près de Dharamsala jusqu'à la fin de sa vie, à l'exception d'enseignement dans des centres bouddhistes en Italie. Geshe Yeshe Tobden est mort à McLeod Ganj le 31 juillet 1999,,,. Il mort en état de méditation (Thukdam) qu'il maintint 12 jours, et fut incinéré le 13 août au dessus de Mc Leod Ganj. 
Geshe Yeshe Tobden fut le premier enseignant résident à l'Institut Lama Tsong Khapa, en Italie. 
Son stupa funéraire (gdung rten) principal se trouve dans la maison régionale Zhungpa au monastère de Séra en Inde. 
En 2018, sa réincarnation est identifiée comme étant Tenzin Namkha, un moine de 17 ans du monastère de Namgyal de Dharamsala.